# Försjöns kalkbarrskogs naturreservat
Försjöns kalkbarrskogs naturreservat är ett naturreservat i Hultsfreds kommun i Kalmar län.
Området är naturskyddat sedan 2025 och är 26 hektar stort. Reservatet ligger söder om Järnforsen och omfattar två områden vid norra ändan av Försjön. Det består av kalkbarrskog.